# Opsanus brasiliensis
Opsanus brasiliensis är en fiskart som beskrevs av Rotundo, Spinelli och Zavala-camin 2005. Opsanus brasiliensis ingår i släktet Opsanus och familjen paddfiskar. Inga underarter finns listade i Catalogue of Life.